# Zarah Sultana
Zarah Sultana (nacida el 31 de octubre de 1993) es una expolítica del Partido Laborista británico que ha sido miembro del Parlamento (MP) de Coventry South desde las elecciones generales de 2019. Simpatizante del exlíder laborista Jeremy Corbyn, estuvo en el ala izquierda del Partido Laborista, aunque junto a Corbyn acaban de fundar el New Left Party.

## Educación y primeros años
Sultana nació en octubre de 1993 en West Midlands y se crio en Lozells, una zona de clase trabajadora de Birmingham con tres hermanas. Ella es musulmana y tiene ascendencia en parte paquistaní: su abuelo emigró de la Cachemira administrada por Pakistán a Birmingham en la década de 1960.
Asistió a la escuela Holte, una escuela comunitaria no selectiva, antes de estudiar en la escuela primaria King Edward VI Handsworth, una escuela primaria, para el sexto grado. Luego pasó a estudiar Relaciones Internacionales y Economía en la Universidad de Birmingham.
Se unió al Partido Laborista en 2011, mientras realizaba sus A levels, luego de la decisión del gobierno de coalición de triplicar las tasas de matrícula universitaria a £ 9,000. Mientras estaba en la universidad, Sultana fue elegida miembro del Consejo Ejecutivo Nacional de Trabajadores Jóvenes y del Sindicato Nacional de Estudiantes.

## Carrera parlamentaria
Sultana figuraba en el quinto lugar de los siete candidatos laboristas para las elecciones al Parlamento Europeo de 2019 en la circunscripción de West Midlands, lo que significa que sería elegida si los laboristas recibieran suficientes votos en la región para nombrar a cinco eurodiputados. No fue elegida, ya que los laboristas ganaron solo un diputado al Parlamento Europeo en la circunscripción.
En octubre de 2019, fue seleccionada como candidata laborista de Coventry South, después de que el diputado laborista Jim Cunningham anunciara que dimitiría. Su campaña fue respaldada por Unir la Unión, Momentum, el Sindicato de Bomberos, el Sindicato de Trabajadores de la Comunicación y el Sindicato de Trabajadores de Panaderos, Alimentos y Afines. Sultana fue elegida en las elecciones generales de 2019, con una mayoría de 401 votos.
Durante la campaña electoral de 2019, La crónica judía informó que en 2015, mientras era estudiante, Sultana hizo publicaciones en las redes sociales desde una cuenta eliminada posteriormente, lo que implicaba que celebraría la muerte del ex primer ministro laborista Tony Blair, primer ministro israelí. Benjamin Netanyahu y el expresidente estadounidense George W. Bush y ella apoyó la "resistencia violenta" de los palestinos. Sultana también envió tuits diciéndole a alguien a quien describió como pro-israelí que "saltara por un precipicio" y comparó el Holocausto con los que murieron en Irak, Afganistán, Palestina y Chechenia. En un tuit, Sultana dijo que su madre estaba "cabreada" después de que su padre le dijera que era judía. También se descubrió que había utilizado repetidamente insultos raciales para calificar a los estudiantes judíos como "YT" y "la mujer blanca". Sultana se disculpó por las publicaciones y declaró que ya no tenía esos puntos de vista y "los escribió más por frustración que por malicia". El Partido Laborista la volvió a entrevistar como consecuencia de los cargos, pero ella siguió siendo la candidata del partido. Después de su elección, La crónica judía informó sobre otra publicación en las redes sociales realizada por Sultana en 2015, en la que afirmó que los estudiantes que apoyaban el sionismo estaban "defendiendo una ideología racista ... y defendiendo un estado creado a través de la limpieza étnica", sostuvo. a través de la ocupación, el apartheid y los crímenes de guerra ".